# 連雀町 (東京都千代田区)
連雀町（れんじゃくちょう）は、かつて東京市神田区に存在した町。関東大震災後に区画整備がなされ、1933年（昭和8年）3月25日に、須田町1丁目と淡路町2丁目へ編入された。

## 町名の由来
連雀町の名は、連尺（物を背負うときの道具で、肩にあたる部分を保護するために布で編んだ荷縄や、それを取り付けた背負い子のこと）を作る職人や、それを使って商品を売り歩く行商人が多く住んでいたことに由来し、「連尺町」がのちに「連雀町」へ改められた。
1657年（明暦3年）の明暦の大火（「振袖火事」）の後、連雀町は延焼防止の火除地として土地を召し上げられ、筋違橋の南方へ移転した。その際に連尺を商う世帯は、武蔵野に代わりの土地を与えられて移住した。この際に連雀町からの移住者が拓いた新田が「連雀新田」と呼ばれた。これが三鷹市下連雀の地名の起こりである。

## 歴史

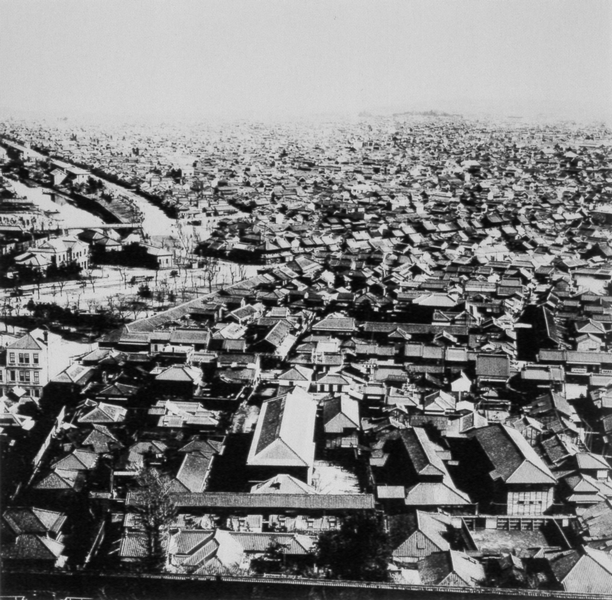
『全東京展望写真帖』より「第十 東南東 連雀町を越えて浜松両国方面を望む」。1888年（明治21年）1月撮影。

この界隈には江戸時代に、土井能登守や青山下野守などの上屋敷があった。連雀町十八番地の開発の経緯をまとめた『江戸・東京の都市史』によれば、幕末に青山家上屋敷であったところに道を開き、既存の建物を生かしながら開発が進められた。
明治期に華族の酒井家を経て民間の所有となり、豪商の三井組などが一帯に芝居小屋・寄席などの興行施設や店舗を設置、賑わいのある町が作られた。その賑わいぶりは、樋口一葉の『別れ霜』の中に「神田連雀町とかや、友囀り（ともさえずり）の喧しき（かしましき）ならで客足しげき……」と表現されている。
大正時代には、鉄筋コンクリート造のオフィスビルも建設された。1925年（大正14年）に建設された第一KSビル（旧丸菱ビル）は、大正時代に建設されたオフィスビルの様子を後年に伝える建設物の一つとして現存する（2019年時点）。
第二次世界大戦の東京空襲で焼け残り、竹むら、いせ源本館、神田まつや、ぼたん、かんだやぶそばなどの歴史的建造物が軒を連ねる地域として知られる。

## 交通

### 鉄道

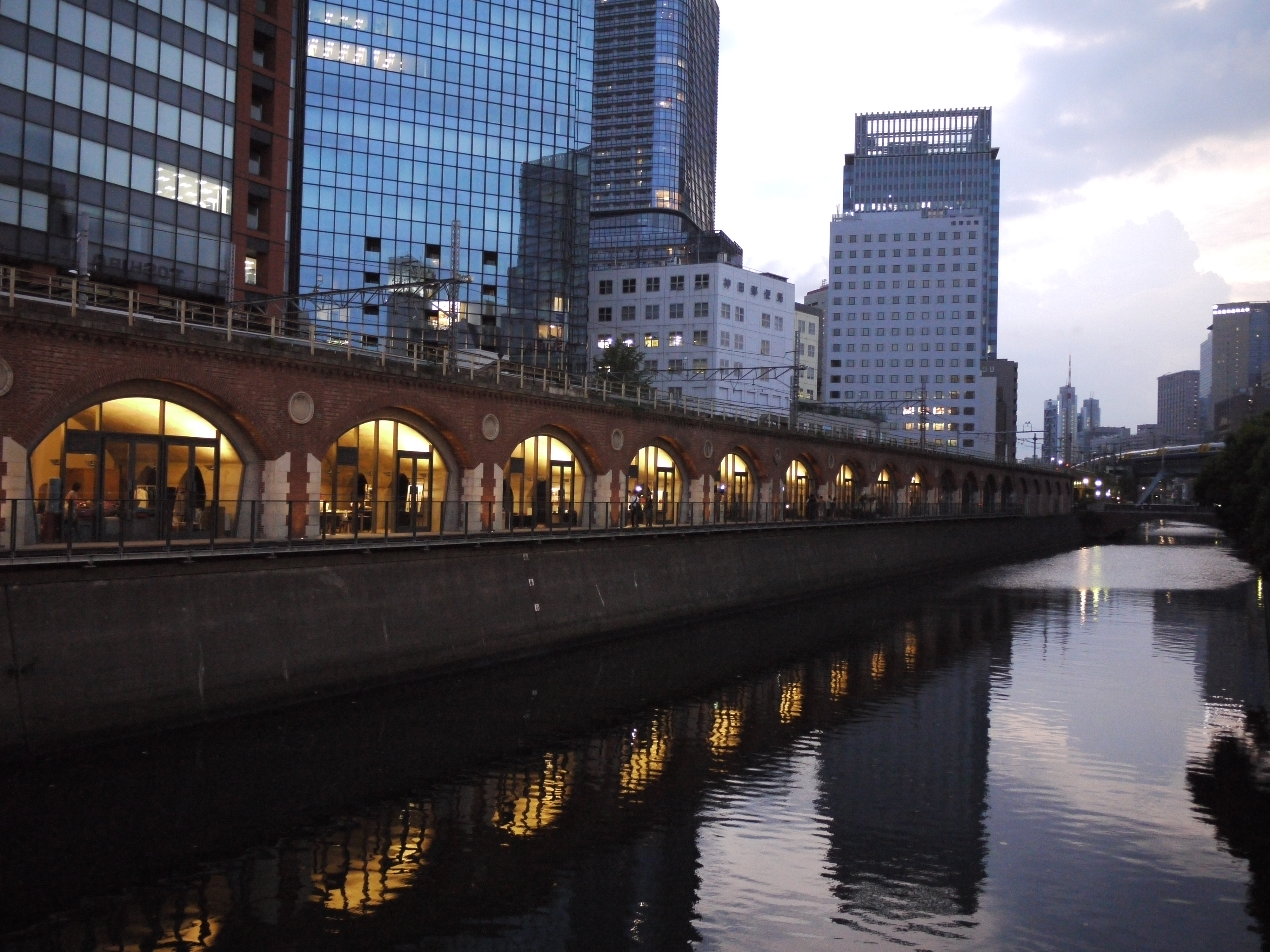
旧万世橋駅の高架を利用した商業施設「mAAch ecute 神田万世橋」。
「mAAch」の名称は「万世橋駅のアーチ」に由来する。

JR中央線が域内を通過している。1912年に辰野金吾の設計の元に建設され、日本最初の高架線沿いの駅舎と言われる万世橋駅が町内にあった。開業当時は始発駅であったが、1919年（大正8年）の神田駅の開業により中間駅となるが、路線の拡大に伴って利用者は増加したが、1923年（大正12年）に発災した関東大震災によって、駅舎は外観を留めつつも全焼してしまった。
震災前の万世橋駅周辺は路面電車（東京市電）も集中し、上野・新橋・新宿に比肩する繁華街を擁するターミナルであった。しかし、復興計画によって開通した靖国通りを路面電車が通るようになったことや、秋葉原駅の開業により乗降客数の減少に見舞われた。乗降客数の減少に加え、万世橋を挟む神田駅と御茶ノ水駅の駅間の短さが災いして、1936年（昭和11年）に万世橋駅は廃止された。
今日では、万世橋駅の面影を残したアーチ型煉瓦造りの高架が現存し、万世橋駅舎の基礎が保存・展示されている。

## 施設
- 竹むら
- いせ源
- 神田まつや
- ぼたん[11]

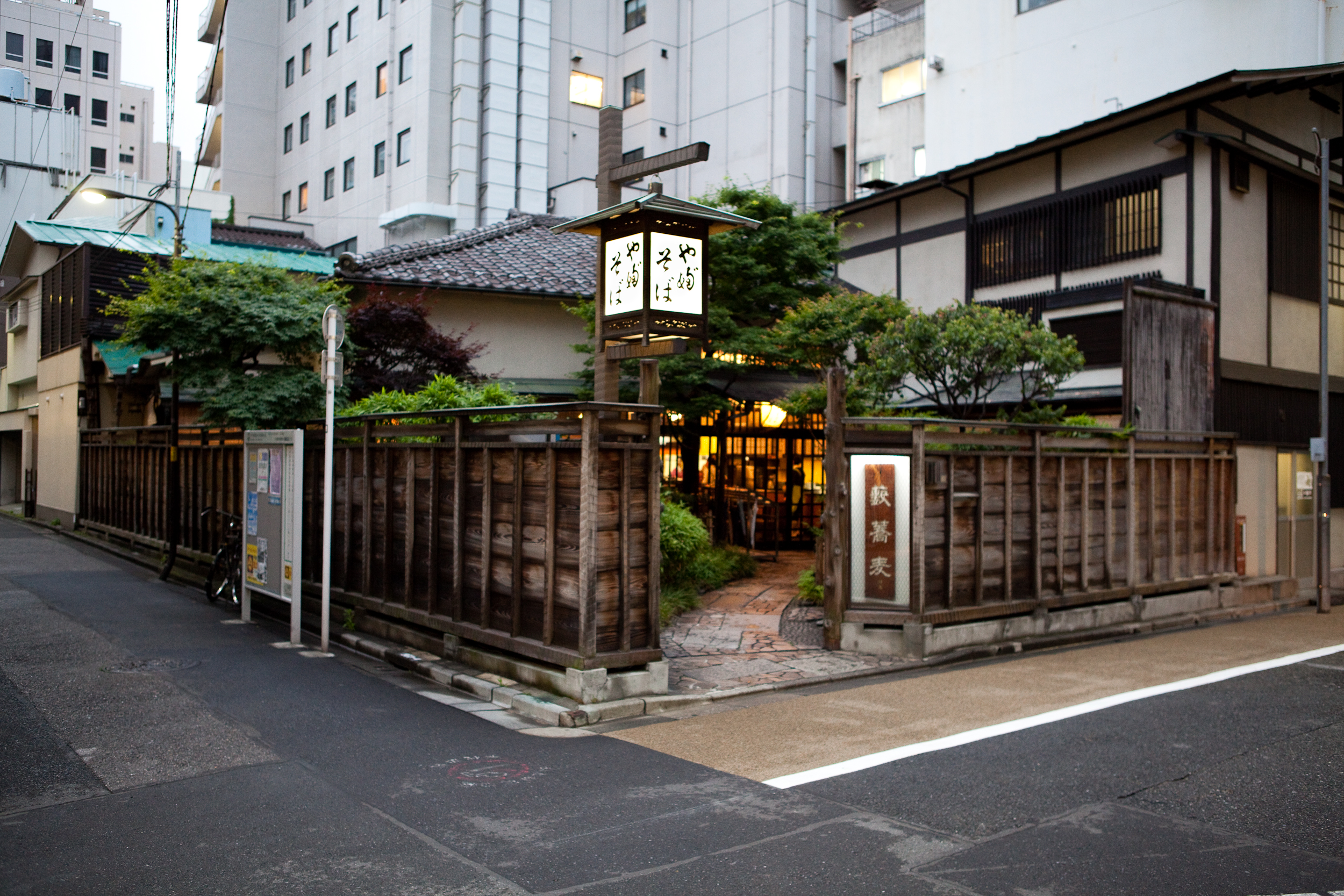
かんだやぶそば
焼失前の旧店舗（2009年撮影）

- かんだやぶそば - 2013年に火災で店舗焼失後に解体、店舗を新築して翌2014年に営業再開。
- 出世稲荷神社[12]
- 延壽稲荷神社[13]
- 山本歯科医院（国登録有形文化財）[14]